# Arquitectura rococó

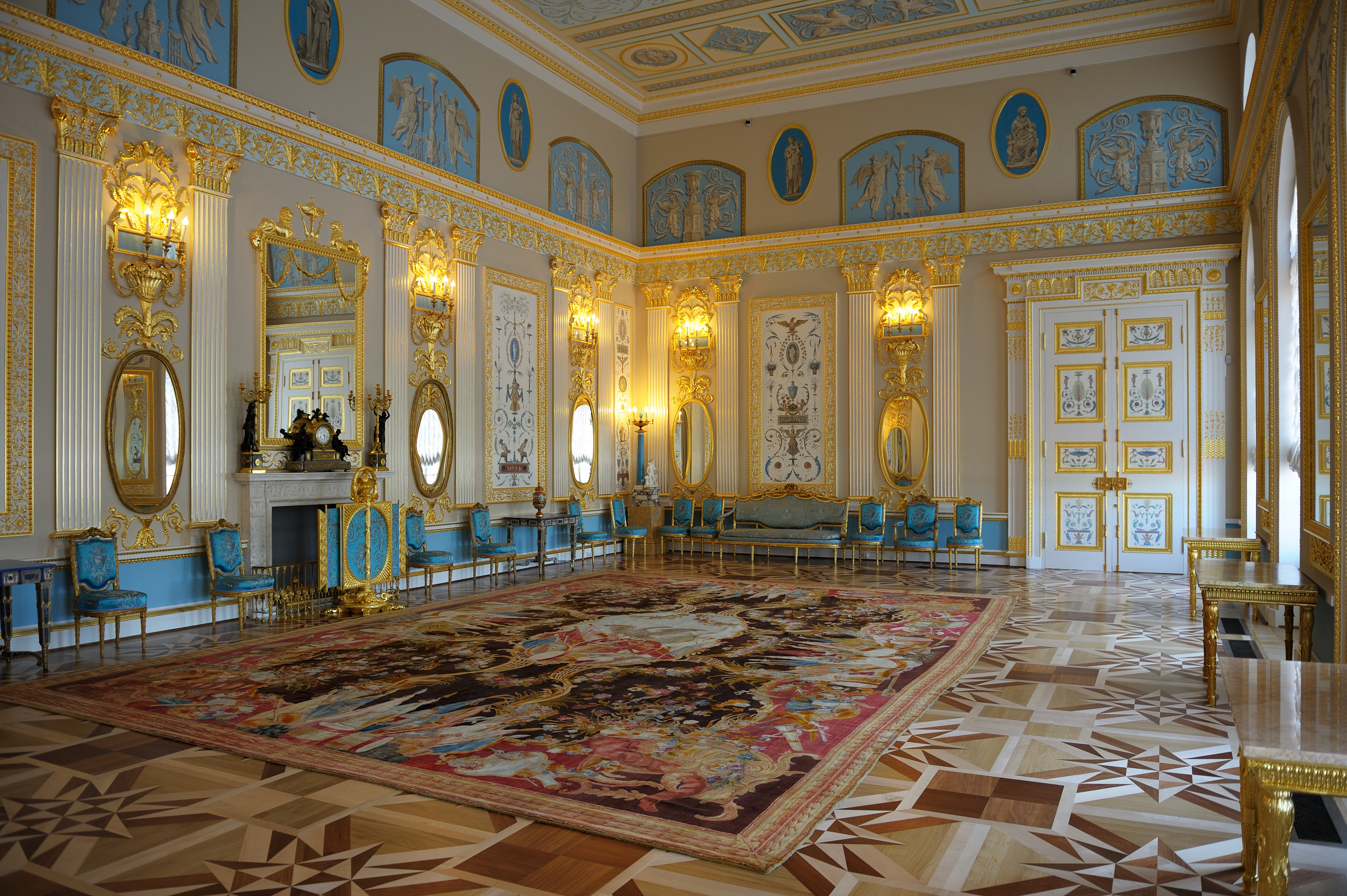
Interior del Palacio de Catalina

La arquitectura rococó es aquella que surgió y se desarrolló durante el siglo XVIII en París, entre las décadas de 1730 y 1760, como reacción en contra de la grandeza, la simetría y las estrictas regulaciones del Barroco. Mantenía el empleo de adornos, pero incorporaba una decoración profusa con la inclusión de volutas y formas de hojas de acanto y con motivos más jocosos y formas orgánicas asimétricas. Utilizaba tonalidades claras, curvas y revestimientos de pan de oro, dando lugar a un estilo más elegante y más complejo que el barroco. Uno de sus rasgos más característicos es la variación arquitectónica entre el exterior y el interior de los edificios.
La palabra rococó procede del término francés “rocalla”, que denota el trabajo realizado en piedra y hace referencia a la cubierta de conchas empleada para decorar grutas artificiales. Originariamente, era entendido como un término despectivo, y no fue hasta mediados del siglo XIX cuando se aceptó y asimiló socialmente.

## Contexto histórico general

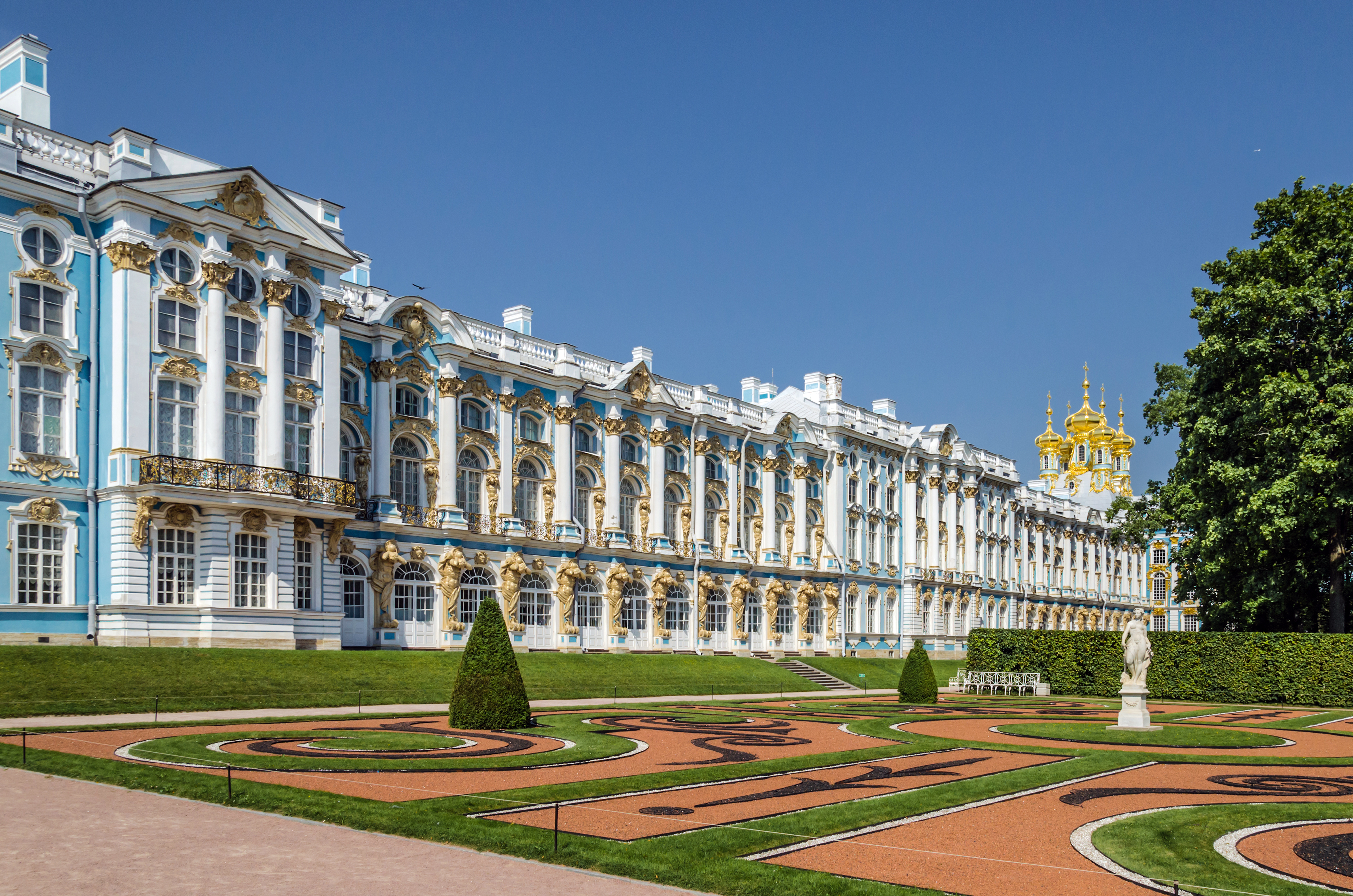
Palacio de Catalina

Cuando el rey Luis XIV falleció, el palacio de Versalles fue desocupado por la corte en beneficio de París, que a partir de entonces se convertiría en el centro político y cultural de la nación. La nobleza se vio liberada del ceremonial cortesano, y junto con los nuevos ricos o burgueses, entró a formar parte de esa vida social. Durante el tiempo en el que el bisnieto del Rey Sol, Luis XV, fue menor de edad, Felipe de Orleans actuó en calidad de regente, y en el tiempo en el que ejerció dicho cargo, comenzaron a producirse cambios en el estilo tardobarroco. Dichos cambios tendían hacia la evolución del mismo, buscando adaptarlo a los tiempos y alejándolo de la religión. Este período de transición fue asimismo conocido como el “estilo Luis XV”, predominante hasta la década de 1720.
A partir de aquellos momentos, el palacio urbano parisino conocido como ”hôtel”, destronó a Versalles. El estilo de la rocalla, resultado de la necesidad de buscar un medio plástico identitario que representase las ideas burguesas, se convirtió en la ornamentación alegre y elegante de una sociedad que buscaba el más alto refinamiento del goce vital sensitivo y espiritual, propagando una ligereza, fragilidad y gracia cortesanas empapadas de espíritu femenino.
Ese gusto por la exquisitez fue transferido a las clases acomodadas parisinas por Jeanne Antoinette Poisson, marquesa de Pompadour, quien también había sido amante del rey, y que su pasión por el arte le llevó a rodearse de artistas que buscaban dar un paso más allá.
La seriedad característica del barroco enfatizaba en gran medida la religión a través de la representación de temas cristianos, mientras que en el rococó, al haber aflorado en el siglo XVIII, en el que el contexto había cambiado, era común contemplar representaciones lúdicas o festivas, haciendo uso de la ironía y exaltando los valores femeninos y los caprichos de las damas de la corte. Fue este un estilo común entre la nobleza y la alta burguesía, estamentos dispuestos a adaptarse a los tiempos a través de los nuevos cánones.

## Características arquitectónicas

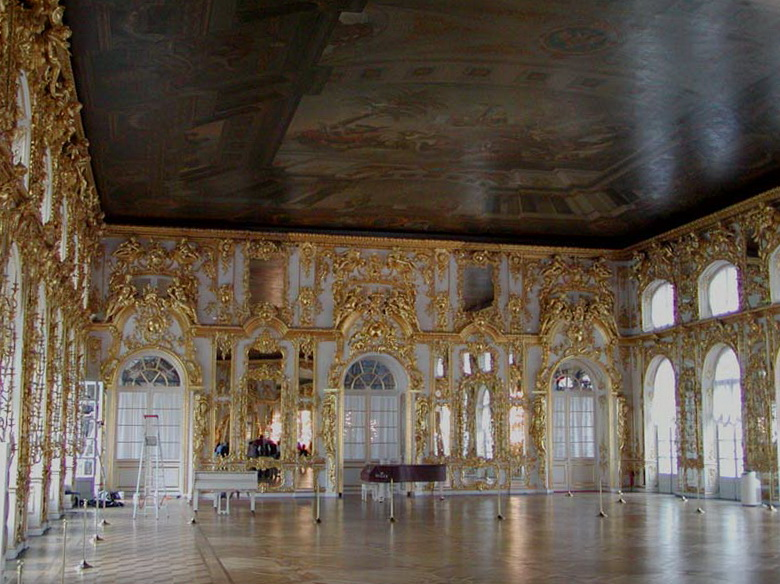
Salón de baile del Palacio de Catalina

Estructuralmente, la forma predominante consistía en la proyección de un pabellón central de planta circular del que partían dos alas de menor altura y de planta curvada. Dicha curvatura daba lugar a planos oblicuos los cuales transmitían la sensación de movimiento. De igual modo, otra tipología edificatoria consistía en la construcción de pabellones contiguos.
, poniendo en sintonía ornamentación mural, mobiliario y colores.
En fachada se abandonan la aplicación de los órdenes clásicos, las ventanas van incrementado su tamaño hasta la puertaventana, dando lugar a una relación entre interior y exterior que alcanza el concepto de mímesis con respecto a la naturaleza. Las ventanas arqueadas sustituyen a los marcos en ángulo recto.
Asimismo, no reniega de las formas clásicas como los arcos, las columnas, los frisos o los frontones, aunque sí conduce a que éstas se vean modificadas estéticamente para adaptarse al conjunto. Un ejemplo de ello son las columnas salomónicas, entorchadas o helicoidales, las griegas y romanas.
El arquitecto francés que mejor encarna este estilo es Jacques Gabriel, quien, a la hora de proyectar los exteriores continuó con el equilibrio y la dignidad propios del barroco, en los interiores se mostró como un arquitecto de gran inventiva, proyectando espacios que se destacan por su gracia y delicadeza. Entre sus proyectos más relevantes destacan el Petit Trianon de Versalles y el Hotel Biron de París. Tras la capital francesa, es la ciudad de Nancy la que muestra los mejores ejemplos de rococó francés, con la plaza Stanyslas en la que se pueden contemplar verjas, fuentes y bancos de complicada traza.

## Ornamentación

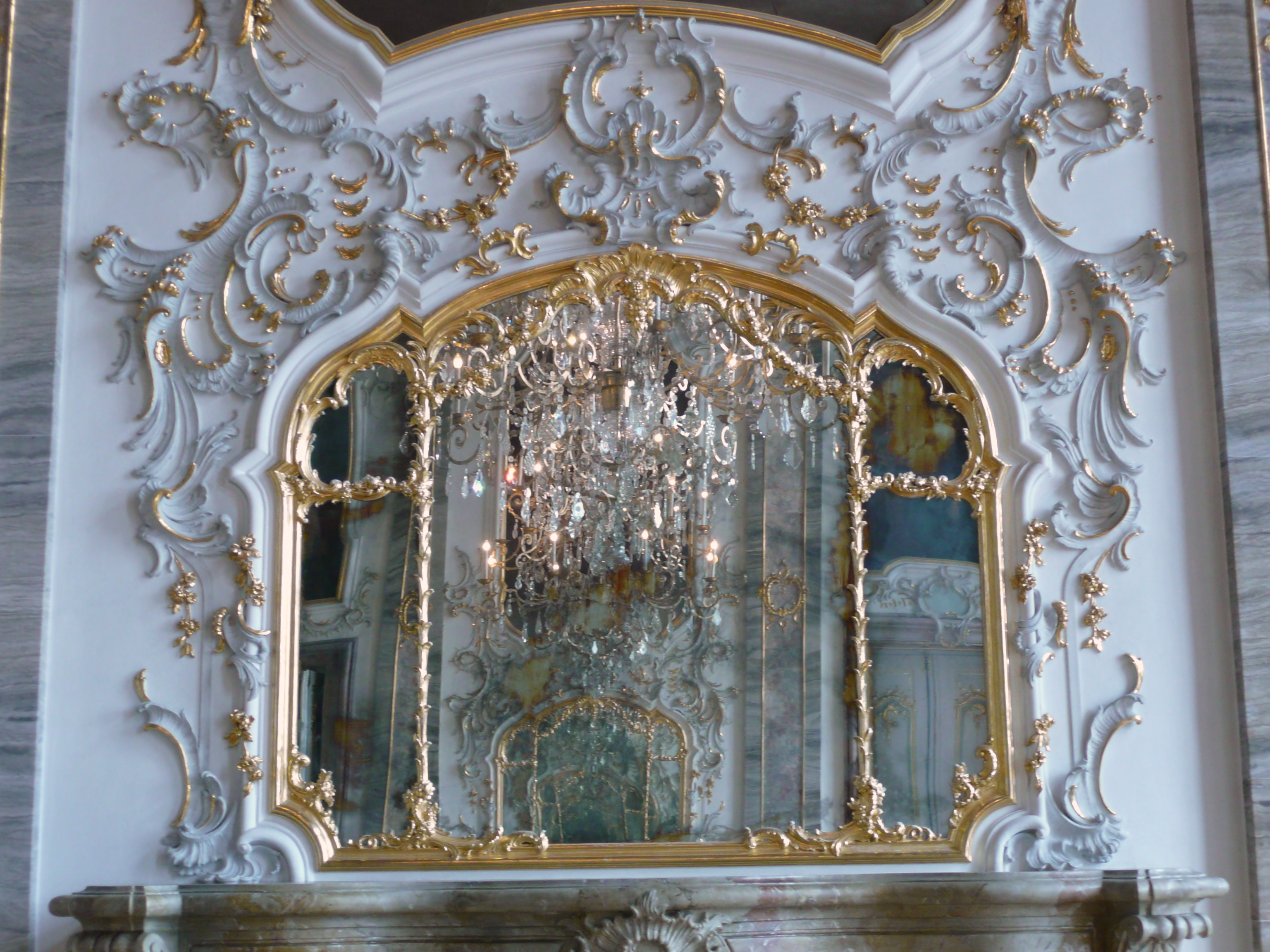
Estucos y espejo rococó en el palacio de Ludwigsburg

En cuanto a revestimientos y decoración mural, los mármoles y las grandes pinturas se ven sustituidas por los estucos. De igual modo, comienza a darse un uso de espejos para crear la sensación de espacios más amplios, a la vez que buscando sugerir el infinito. Aparece en reformas de palacios, apreciable a través de escaleras, balaustradas y vestíbulos de los salones.
En decoración interior, se suprimen las divisiones arquitectónicas de arquitrabe, friso y cornisa. Entre los materiales más empleados destacan la madera tallada, el hierro y el bronce, utilizado este último para la construcción de balaustradas y portales.

## Expansión
El Rococó se expandió desde Francia hacia países como Austria, Alemania, donde se convirtió en un estilo mucho más importante que en la nación francesa, puesto que allí también fue empleado en construcciones de carácter religioso, o España, donde ocurrió lo mismo. Otros países donde adquirió especial relevancia fueron Portugal e Italia.

### Arquitectura rococó en España

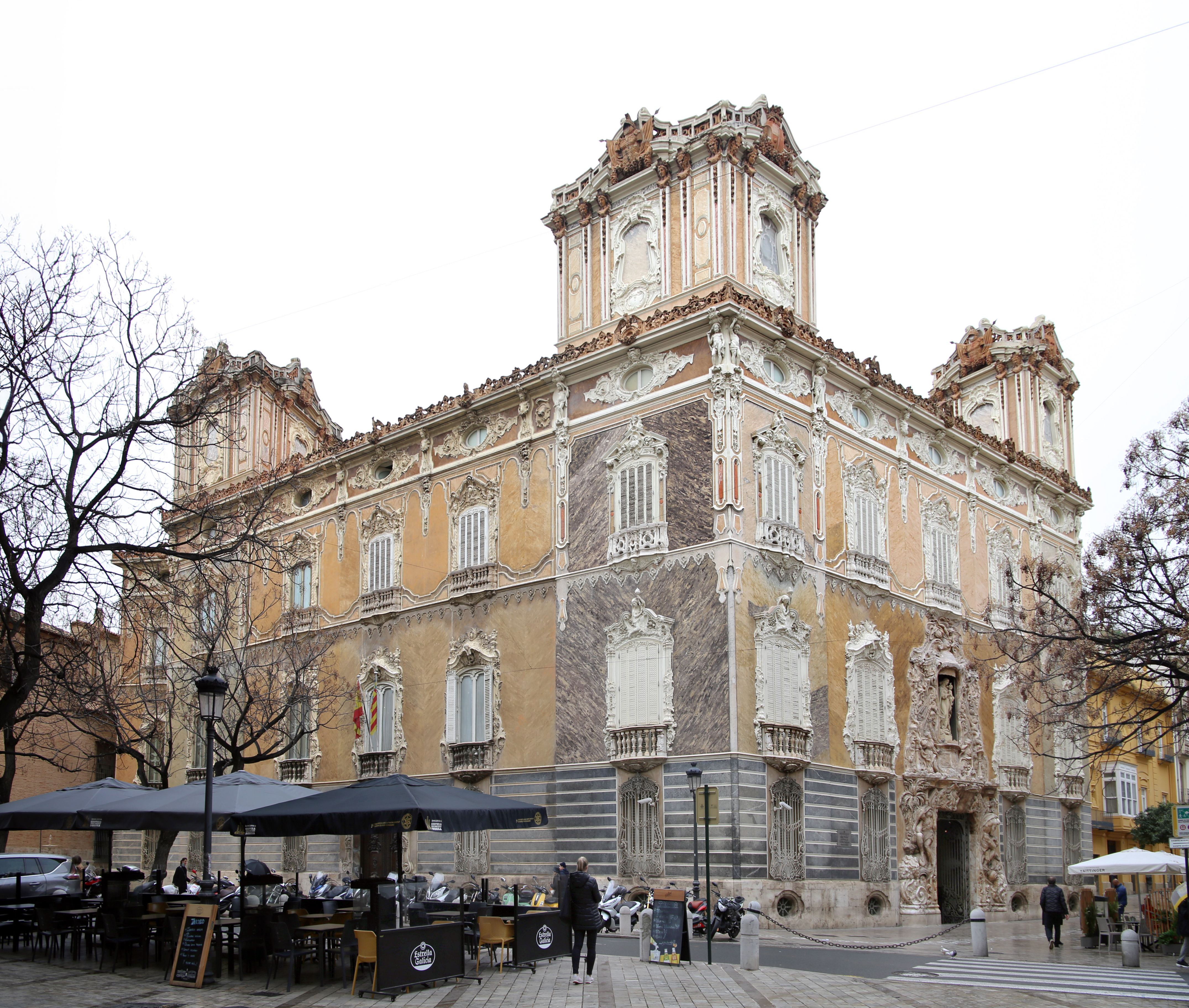
Palacio del Marqués de Dos Aguas

El incendio del Alcázar de Madrid en 1734 llevó al entonces rey Felipe V a que encargase un nuevo palacio. Para su ejecución, llamaron al arquitecto Filippo Juvara, que propuso un proyecto inspirado en motivos berninescos y versallescos. La obra la realizó su discípulo. El largo proceso de construcción permitió que la decoración recibiese claros influjos del rococó francés. Muestra de ello es el salón de porcelanas de dicho palacio. Otras obras que se incluyen en este estilo se realizaron en Aranjuez, el Pardo y en algunos edificios madrileños como el convento de las Salesas Reales.
Otro de los más importantes ejemplos de arquitectura rococó en España es el palacio del marqués de Dos Aguas de Valencia. Se trata de un edificio que en torno a 1740 sufrió una serie de reformas en las que se le otorgó especial valor al ornato. El proyecto fue desarrollado por Hipólito Rovira, el escultor Ignacio Vergara y Luis Domingo, y cabe destacar la portada realizada en alabastro procedente de las canteras de Niñerola, la vuelta de la escalera noble y la carroza de las Ninfas.
La portada cuenta, en la parte superior, con una imagen de la Virgen del Rosario, obra de Francisco Molinelli. Desde ella descienden dos caudales de agua en referencia a los propietarios de la propiedad. A cada lado de la puerta, dos atlantes simbolizan dos ríos, y éstos están acompañados por motivos florales y animales.
Dentro de ese estilo rococó español desarrollado entre las clases altas de la sociedad, se utilizan efectos de luz buscando crear escenografías y espacios teatralizados. Fuera del ambiente cortesano, el rococó español es pobre y no puede compararse con el francés o el alemán, aunque algunos elementos decorativos de ese carácter, conocidos a través de estampas, pueden señalarse en arquitectos como Jaime Bort o Narciso Tomé.

### Arquitectura rococó en Portugal

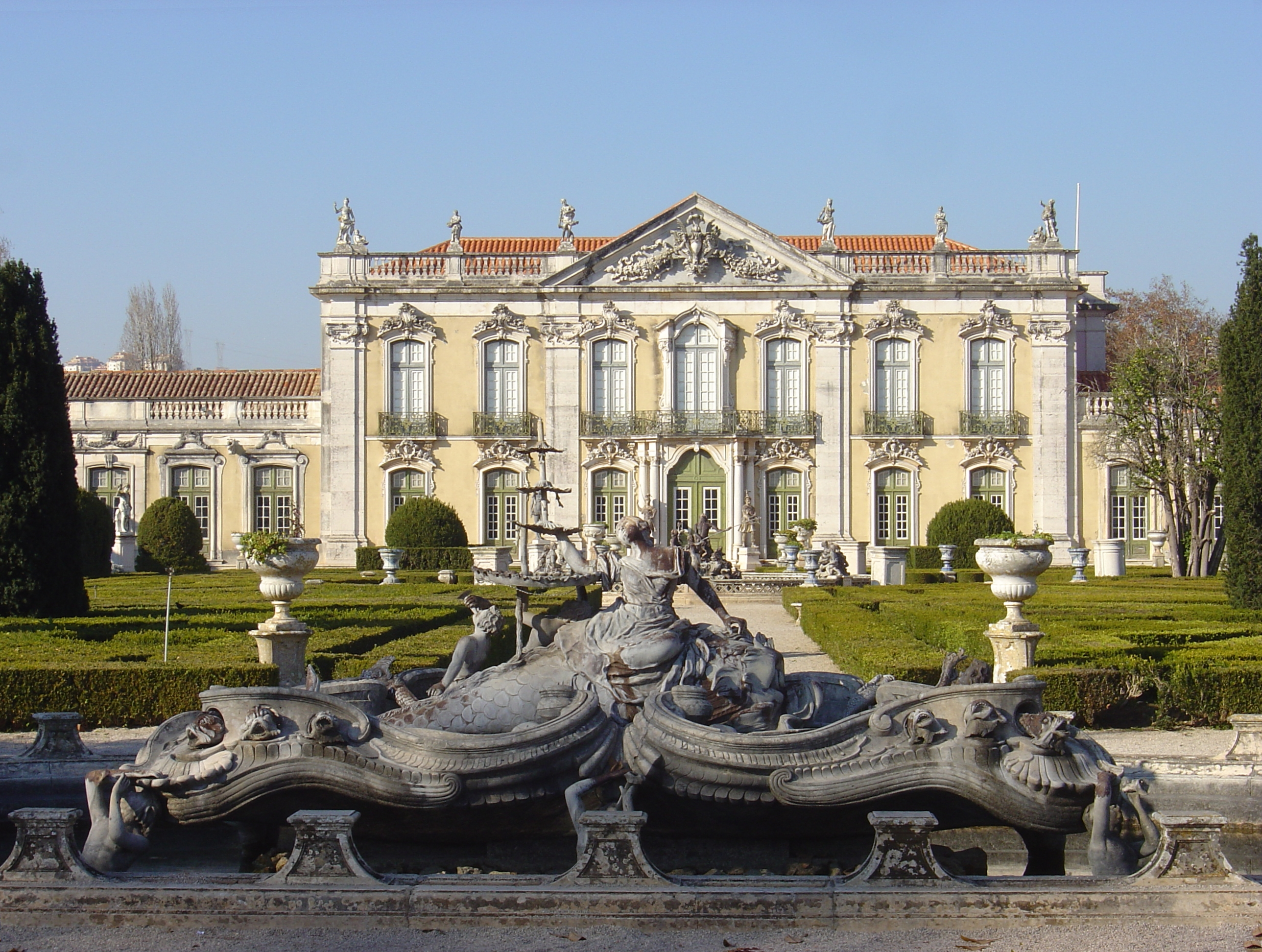
Palacio de Queluz, Sintra

Este estilo se propagó principalmente por el norte del país, por ciudades como Oporto o Braga. Siguió los cánones llegados desde Francia, aunque adquirió un carácter distintivo que lo hizo reconocerse como un rococó claramente portugués debido al uso de materiales, en el que se podía apreciar un contraste entre el granito oscuro allí empleado y las paredes de color blanco.
Uno de los arquitectos más importantes fue André Soares, quien trabajó en la región de Braga y que produjo algunos de los principales ejemplos del rococó portugués como el santuario de Falperra, el Salón de la Ciudad de Braga y la Casa do Raio, entre otros.
En el sur del país se conservan menos muestras de estilo rococó, aunque perduran algunos ejemplos como el Palacio de Queluz, el cual fue diseñado por Mateus Vicente de Oliveira y que sirvió como residencia de la familia real portuguesa durante el reinado de la reina María I. El interior cuenta con pinturas, esculturas, espejos y azulejería, todo ello de carácter rococó. Otro edificio importante es la Basílica de la Estrella.

### Arquitectura rococó en Alemania

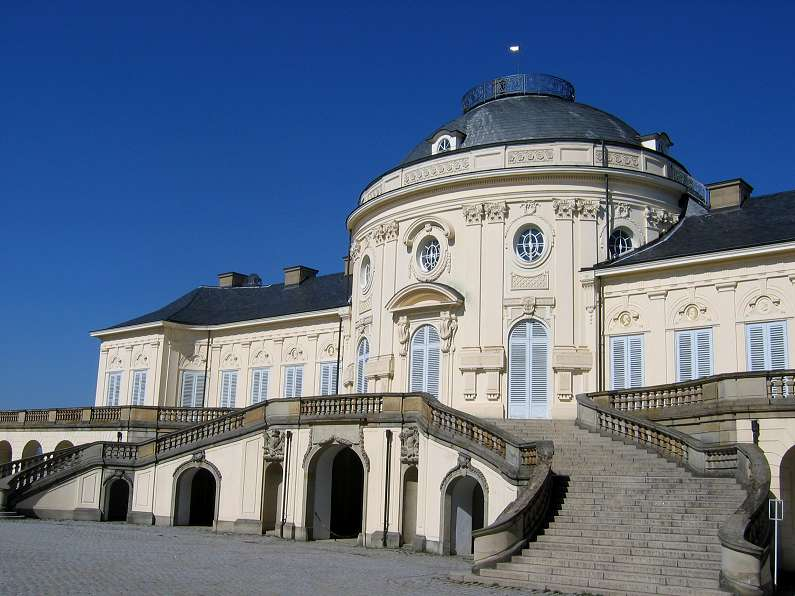
Palacio Solitude (Stuttgart)

El rococó francés, al irrumpir en Alemania, se fusiona con el barroco germánico. Bebía también del barroco recargado y de procedencia italiana. Arquitectos como Borromini o Guarino Guarini sirvieron como fuente de inspiración ante el cambio hacia la complejidad espacial, las formas enrevesadas y aquellas texturas que los arquitectos alemanes llevaron al extremo haciendo desaparecer, casi por completo, las verticales y horizontales arquitectónicas. Esta moda se convirtió en general y se extendió, en general, por las pequeñas cortes alemanas que deseaban imitar lo francés y que recurrían con frecuencia a arquitectos de dicha procedencia.

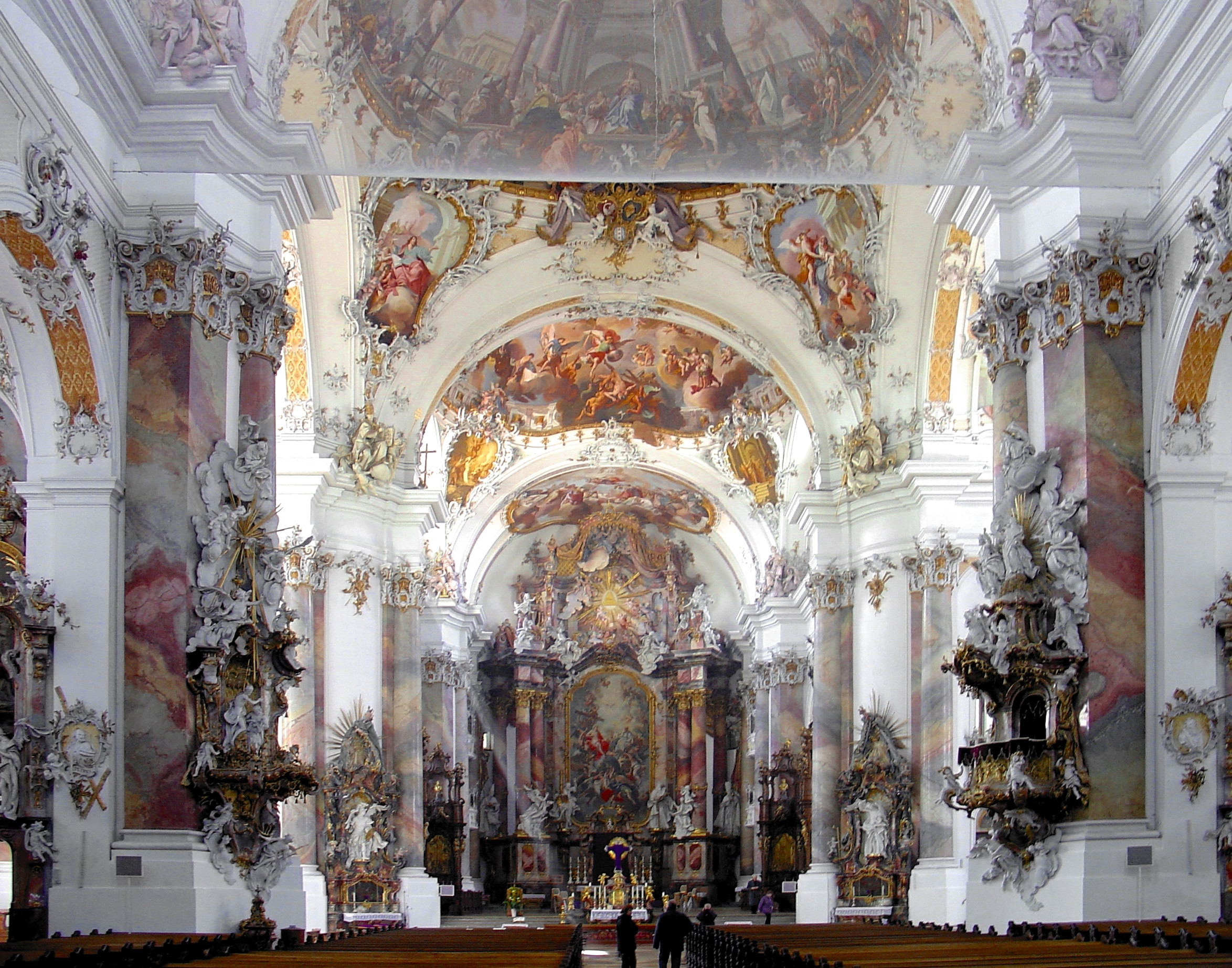
La basílica de Ottobeuren (Baviera)

Se hizo visible en palacios, como el Palacio Solitude de Stuttgart, el palacio Augustusburg en Brühl o el palacio Falkenlust, también en Brühl; invernaderos y caballerizas, así como también en iglesias y campanarios solos o en pareja, sobre todo en el sur del país, donde en contadas ocasiones dejaban entrever desde el exterior los esplendores que albergaban. Ejemplo de ello son la basílica de Ottobeuren, en Baviera, o la Wieskirche (iglesia del prado), proyectada por Dominikus Zimermann y situada en las proximidades de Füssen y Oberammergau, también al sur de Baviera. Se trata de un edificio de exterior discreto, pero con un interior en donde la luz y el color tienen un papel protagonista. Adornos turbulentos y envolventes se reparten por todas partes, consiguiendo que la estructura se disuelva y transmitiendo la sensación de que los motivos decorativos están suspendidos en el espacio. El objetivo religioso de este tipo de ornamentaciones era el de proporcionar al peregrino una visión de la gloria. Fue el arquitecto François de Cuvilliés, el que realizó las obras más directamente relacionadas con los modelos franceses del rococó, tal y como hizo en la decoración del palacio de Nymphenburg.

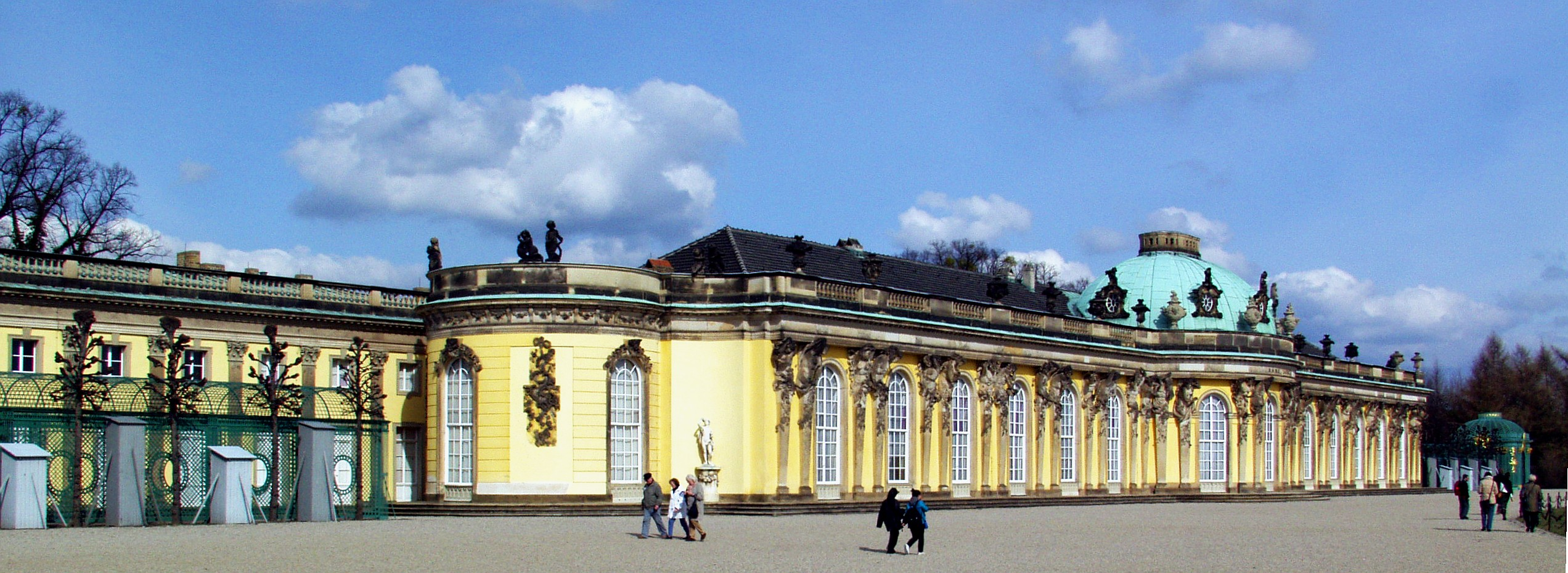
Palacio de Sanssouci

Otro arquitecto de reconocido prestigio fue Johann Balthasar Neumann, quien, apoyándose en los modelos de Guarino Guarini, levantó estructuras empleando entonces la decoración característica del rococó. Entre sus proyectos más destacados se encuentran la residencia del Obispo elector de Würzburgo y las iglesias de Neresheim y Vierzehnheiligen.
En Potsdam, Georg Wenzeslaus von Knobelsdorf realizó para Federico el Grande el palacio de Sanssouci, a imagen y semejanza del Trianon.

### Arquitectura rococó en Austria y Europa Central

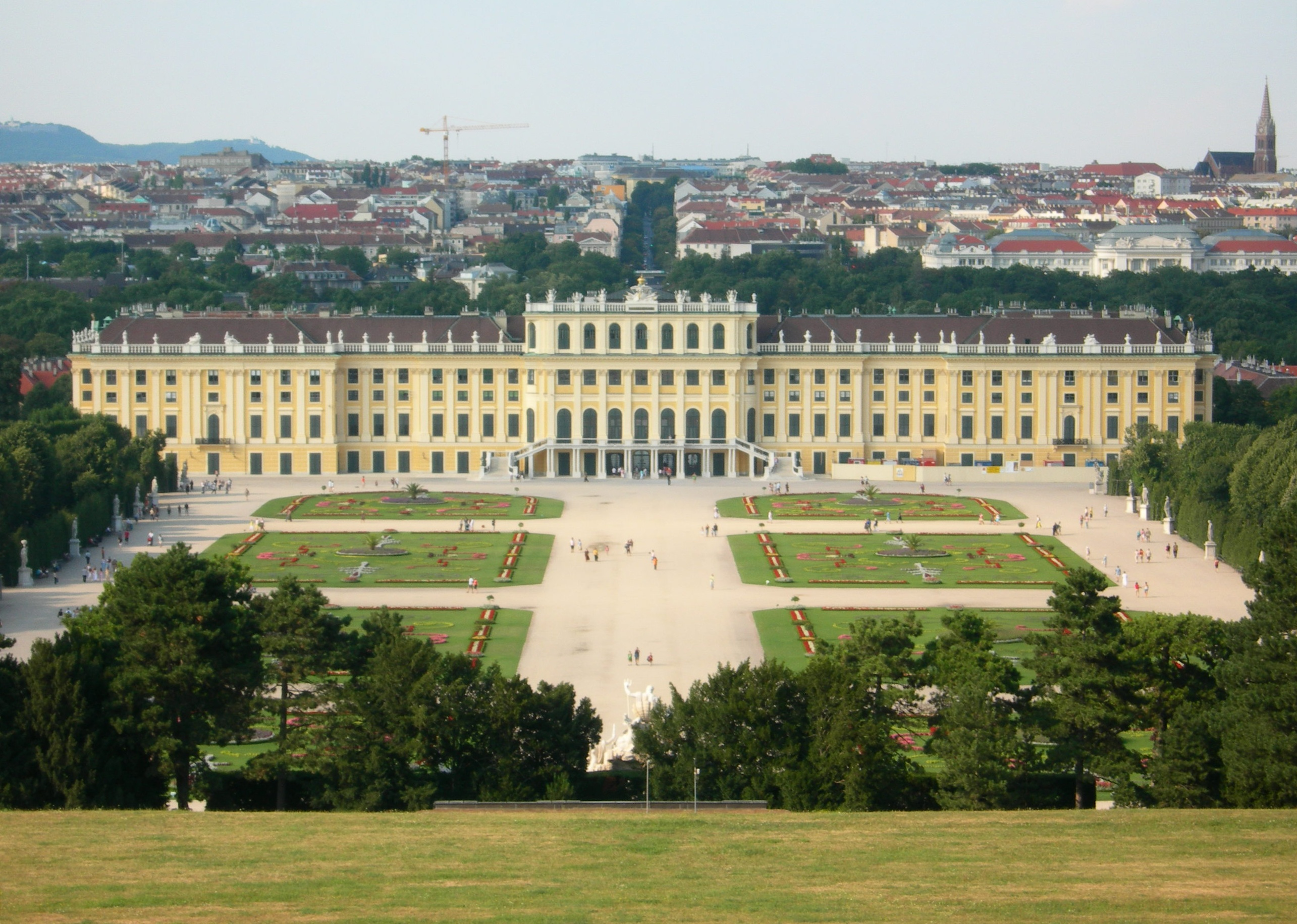
Palacio de Schönbrunn

La influencia del barroco desarrollado en Alemania fue notable en las naciones centroeuropeas, donde se llevó a cabo una arquitectura igualmente cargada de detalles, lúdica y fantasiosa. Los frontones comenzaron a adquirir formas curvas, contracurvas y espirales, y, en planta, fue habitual la adopción de las formas ovales, elípticaovales y otras. Adquirió gran popularidad la colocación de grandes columnas que llegaban a abarcar varios niveles, y vino impulsada por los nuevos ricos que afloraron en las grandes ciudades. 
Se trataba de un estilo que combinaba influencias de Francia y de los Países Bajos. En el caso de Viena, la bancarrota que sufrieron los Habsburgo tras el conflicto con el imperio turco otomano, llevó a que éstos se viesen obligados a solicitar dinero a banqueros burgueses que entonces se convertirían en destacadas personalidades. La fragilidad de la familia real se trasladó también al estilo artístico-arquitectónico del alto barroco, y pronto este se vio reemplazado por las corrientes rococós procedentes de los países vecinos, con lo que en la extinta Prusia se desarrolló una arquitectura de estilo rococó conocida como “Friderizianisches Rokoko” durante el reinado de Federico el Grande.
Entre los edificios más significativos del Rococó en Austria, se encuentran el Palacio de Schönbrunn de Viena, o la biblioteca del monasterio benedictino de Admond. Ambos proporcionaron una versión más refinada del barroco.
También se construyeron edificios de viviendas como el Helblinghaus de Innsbruck. Desde el punto de vista de la actividad profesional, el más famoso representante del rococó impulsado por Federico el Grande fue Georg Wenzeslaus von Knobelsdorff, quien, además de proyectar el palacio de Sanssouci, también llevó a cabo intervenciones en otros palacios como el de Charlottenburg.

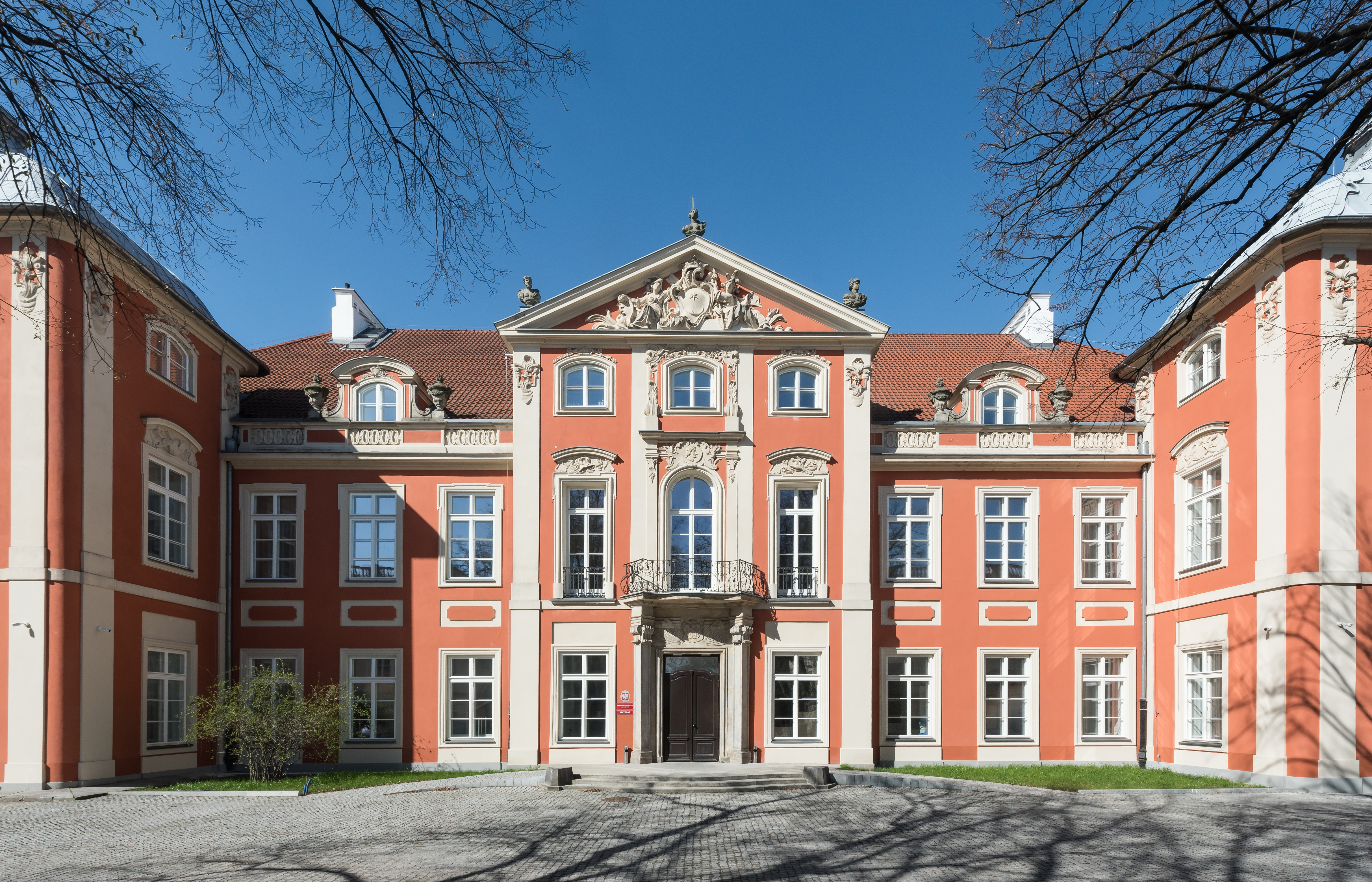
Palacio Czapski en Varsovia

Otras muestras del rococó en Europa Central se encuentran en países como Rumanía, Polonia o Bohemia, entre otros. En este último se encuentra el palacio de Nové Hrady, que, siendo propiedad del conde Jean-Antoine de Harbuval Chamaré durante el siglo XVIII, sufrió una remodelación inspirada en las residencias de verano francesas, adquiriendo un claro estilo rococó. Otro ejemplo es el palacio de verano en Český Krumlov. En Polonia, en el palacio Czapski, una ornamentación rococó refleja a su vez la fascinación por la arquitectura oriental.

### Arquitectura rococó en Italia

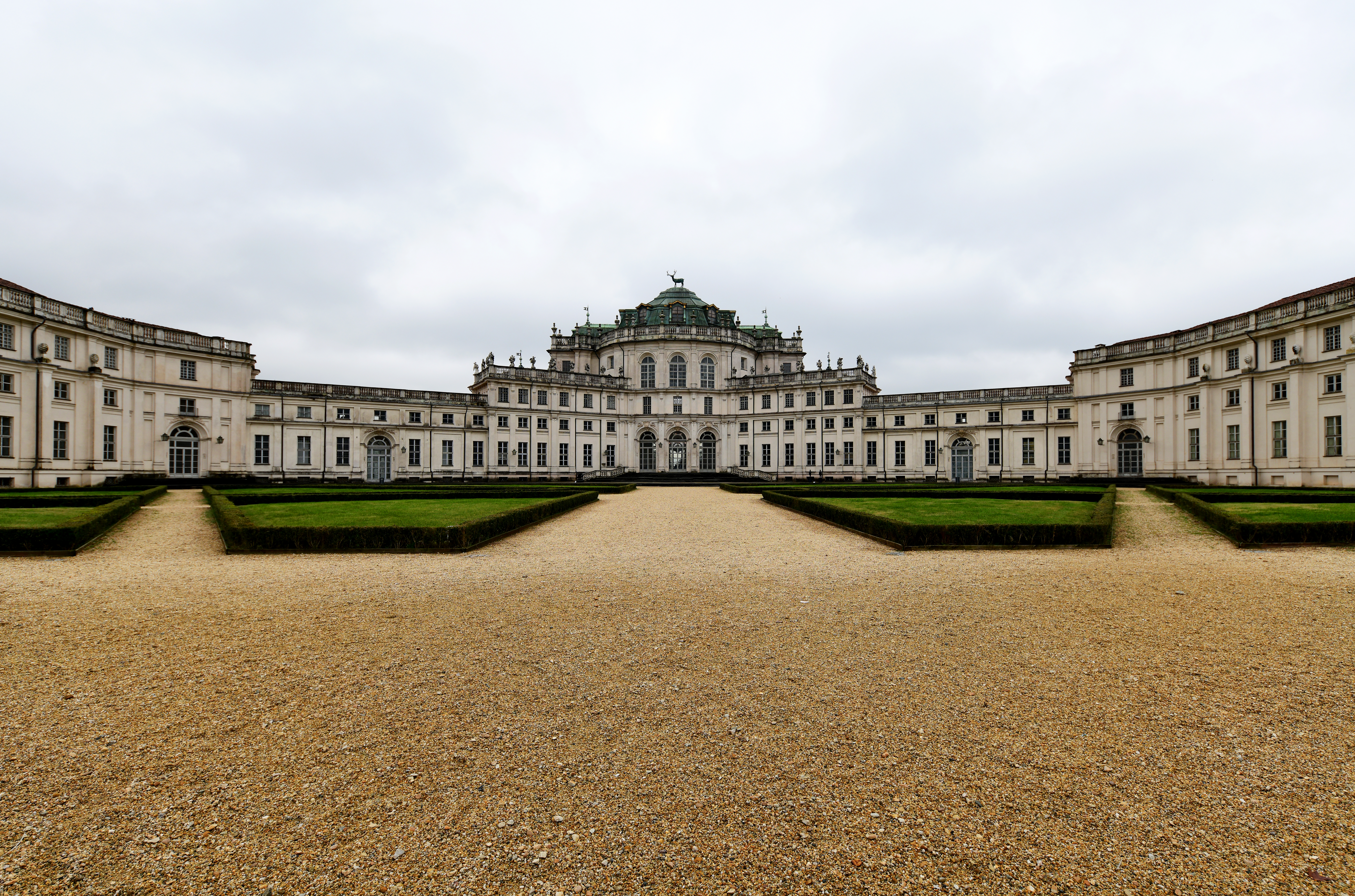
El palacio de Stupinigi

En Italia, el rococó floreció en Roma y estuve profundamente influido por Borromini. Los arquitectos más destacados fueron Francesco De Sanctis y Filippo Raguzzini. El primero acometió la obra de la escalinata de la Plaza de España, mientras que el segundo hizo lo propio en la Piazza Sant’Ignazio.
Otros arquitectos se vieron influidos por Juvara y Guarini, como fue el caso de Bernardo Vittone. Entre sus obras más conocidas destacan toda una serie de iglesias rococó de plantas cuatrifoliadas y delicados detalles. Entre sus diseños pueden encontrarse múltiples bóvedas y estructuras dentro de estructuras, como por ejemplo cúpulas.
Uno de los edificios más interesantes es el Pabellón de caza de Stupinigi, diseñado por Filippo Juvara para Víctor Amadeo II. La ornamentación interior fue diseñada por un equipo de decoradores muchos de los cuales llegaron desde Venecia. Es un edificio con una planta en forma de cruz de San Andrés, en el que cuatro alas en ángulo se proyectan desde la sala principal, la cual cuenta con una planta de forma ovalada. En dicho núcleo central se sitúa un gran salón central y en los brazos se sitúan diferentes apartamentos y estancias para la realeza y los huéspedes.

## Declive
El lugar en donde apareció este estilo fue en el que se gestó su final. En la década de 1760 empezó a hacerse extensivo el rechazo a la superficialidad y la degeneración del arte, ideales impulsados por personalidades tan relevantes como Voltaire o Rousseau. En apenas veinte años desde entonces, el neoclasicismo se impuso al rococó, llevándole a desaparecer en las grandes capitales. No ocurrió lo mismo en las ciudades de menor tamaño, donde consiguió mantenerse más tiempo, o en Italia, país en el que llegó a resistir hasta la irrupción del estilo Imperio.